# دوسيم
دوسيم ، اختصار لـ(الدليل المركزي لإدارة الصناديق الدوارة) ("Merkez Müdürlüğü Döner Sermaye İşletmesi ") هي وحدة فرعية تابعة لوزارة الثقافة والسياحة التركية. لديها سلسلة أسواق في تركيا تبيع الحرف والكتب التقليدية. كما أنها مسؤولة عن عائدات المتاحف وتوفر الموارد لحماية وصيانة وتطوير التراث الثقافي واستثمارات البنية التحتية للثقافة والسياحة.